# Marcel Pauker
Marcel Pauker, né le 6 décembre 1896 à Bucarest et mort le 16 août 1938 à Butovo, était un dirigeant communiste roumain d'origine juive.
Il fut l'un des principaux dirigeants du Parti communiste roumain à partir de 1922. Il est connu pour ses opinions politiques radicales. Il a qualifié le royaume de Roumanie de « comté des Balkans », arguant qu'il était dépendant d'un point de vue social, économique et politique des territoires des balkaniques.